# Эль-Боске (Чили)
Эль-Боске (исп. El Bosque) — коммуна в Чили. Одна из городских коммун города Сантьяго. Коммуна входят в состав провинции Сантьяго и Столичной области.
Территория — 14,2 км². Численность населения — 162 505 жителей (2017). Плотность населения — 11 444 чел./км².

## Расположение
Коммуна расположена на юг города Сантьяго.
Коммуна граничит:
- на севере — c коммуной Ла-Систерна
- на востоке — с коммуной Сан-Рамон
- на юге — c коммуной Сан-Бернардо
- на западе — c коммуной Сан-Бернардо

## Демография
Согласно сведениям, собранным в ходе переписи 2017 г. Национальным институтом статистики (INE),  население коммуны составляет:
| Полное население                          | Полное население                          | Полное население                          | Полное население                          | Полное население                          | 162 505  |
| ----------------------------------------- | ----------------------------------------- | ----------------------------------------- | ----------------------------------------- | ----------------------------------------- | -------- |
| в том числе:                              | Городское население                       | 162 505                                   | Процент городского населения, %           | 100,00                                    |          |
|                                           | Сельское население                        | 0                                         | Процент сельского населения, %            | 0,00                                      |          |
|                                           | Мужское население                         | 79 372                                    | Процент мужского населения, %             | 48,84                                     |          |
|                                           | Женское население                         | 83 133                                    | Процент женского населения, %             | 51,16                                     |          |
| Плотность населения, чел./км²             | Плотность населения, чел./км²             | Плотность населения, чел./км²             | Плотность населения, чел./км²             | Плотность населения, чел./км²             | 11444.00 |
| Население коммуны в % к населению области | Население коммуны в % к населению области | Население коммуны в % к населению области | Население коммуны в % к населению области | Население коммуны в % к населению области | 2,28     |

| Динамика изменения населения коммуны | Динамика изменения населения коммуны | Динамика изменения населения коммуны | Динамика изменения населения коммуны |
| ------------------------------------ | ------------------------------------ | ------------------------------------ | ------------------------------------ |
| 1992                                 | 2002                                 | 2012                                 | 2017                                 |
| 172 854                              | 175 594▲                             | 162 671▼                             | 162505▼                              |